# Sungai Sirah
Sungai Sirah is een bestuurslaag in het regentschap Pariaman van de provincie West-Sumatra, Indonesië. Sungai Sirah telt 347 inwoners (volkstelling 2010).